# John Michael McDonagh

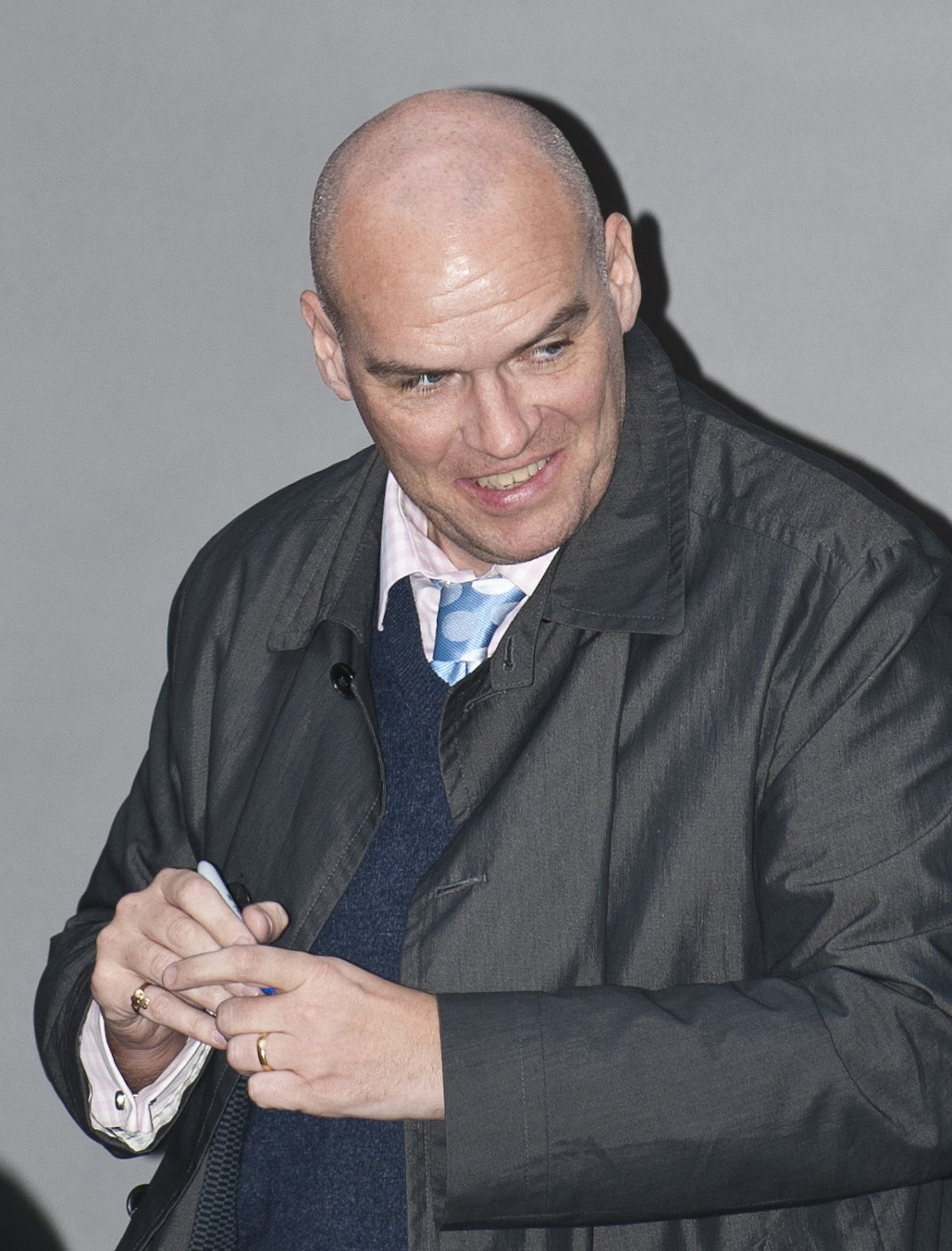
John Michael McDonagh 2011 auf dem Berlin Film Festival

John Michael McDonagh (* 1967 in London) ist ein in England geborener Filmregisseur und Drehbuchautor irischer Abstammung, der durch Kinofilme wie Gesetzlos – Die Geschichte des Ned Kelly, The Guard – Ein Ire sieht schwarz und Am Sonntag bist du tot international bekannt wurde.

## Leben und Karriere
Sein Vater John McDonagh stammt ursprünglich aus Connemara, während seine Mutter Mary McDonagh (geborene Harte) ursprünglich aus Sligo stammt. John Michael McDonaghs jüngerer Bruder ist der Dramatiker und Filmemacher Martin McDonagh (* 1970). John Michael McDonagh wuchs in Camberwell auf und bezeichnet sich selbst als London Irish.
John Michael McDonagh ist seit dem Jahr 2000 im Filmgeschäft in verschiedenen Funktionen tätig, unter anderem als Regisseur, Drehbuchautor und Produzent. 2000 entstand der Kurzfilm Der zweite Tod mit Liam Cunningham in der Hauptrolle, den McDonagh auch selbst produzierte. 2003 schrieb er für den Regisseur Gregor Jordan das Drehbuch zu Gesetzlos – Die Geschichte des Ned Kelly, einem Abenteuerdrama mit Heath Ledger, Orlando Bloom und Geoffrey Rush. 2011 inszenierte McDonagh dann als Regisseur mit The Guard – Ein Ire sieht schwarz, eine international preisgekrönte Kriminalkomödie mit Brendan Gleeson und Don Cheadle in den Hauptrollen seinen ersten eigenen Kinofilm.
McDonaghs dritter Spielfilm, das Filmdrama Am Sonntag bist du tot mit Brendan Gleeson in der Hauptrolle, wurde 2014 bei den Irish Film & Television Awards in sechs Kategorien nominiert. Der Film gewann letztlich drei der begehrten Trophäen, nämlich für den Besten Film, für das Beste Drehbuch und für den Besten Hauptdarsteller.

## Auszeichnungen
- 2014: Irish-Film-&-Television-Award-Nominierung in der Kategorie Bester Regisseur für Am Sonntag bist du tot
- 2014: Irish Film & Television Award in der Kategorie Bestes Drehbuch für Am Sonntag bist du tot

## Filmografie

### Als Regisseur
- 2000: Der zweite Tod (The Second Death, Kurzfilm)
- 2011: The Guard – Ein Ire sieht schwarz (The Guard)
- 2014: Am Sonntag bist du tot (Calvary)
- 2016: Dirty Cops – War on Everyone (War on Everyone)
- 2021: Denen man vergibt (The Forgiven)

### Als Drehbuchautor
- 2000: Der zweite Tod (The Second Death, Kurzfilm)
- 2003: Gesetzlos – Die Geschichte des Ned Kelly (Ned Kelly)
- 2011: The Guard – Ein Ire sieht schwarz (The Guard)
- 2014: Am Sonntag bist du tot (Calvary)
- 2016: Dirty Cops – War on Everyone (War on Everyone)
- 2021: Denen man vergibt (The Forgiven)